# Lalgudi
Lalgudi là một thị xã panchayat của quận Tiruchirappalli thuộc bang Tamil Nadu, Ấn Độ.

## Địa lý
Lalgudi có vị trí 10°52′B 78°50′Đ / 10,87°B 78,83°Đ Nó có độ cao trung bình là 57 mét (187 feet).

## Nhân khẩu
Theo điều tra dân số năm 2001 của Ấn Độ, Lalgudi có dân số 21.204 người. Phái nam chiếm 50% tổng số dân và phái nữ chiếm 50%. Lalgudi có tỷ lệ 81% biết đọc biết viết, cao hơn tỷ lệ trung bình toàn quốc là 59,5%: tỷ lệ cho phái nam là 86%, và tỷ lệ cho phái nữ là 76%. Tại Lalgudi, 10% dân số nhỏ hơn 6 tuổi.